# Церква святих Віри, Надії, Люби та матері їх Зофії в Сосновці
Церква Святих Віри, Надії, Люби та матері їх Зофії — одна з трьох православних церков у Сосновці на півдні Польщі.
Вона розташована на вулиці Яна Кілінського, 39. Це парафіяльна церква. Належить до Краківського деканату Лодзько-Познанської єпархії Польської Автокефальної Православної Церкви.

## Історія
Вперше ідея будівництва виникла в 1887 році. Був організований збір серед промисловців із Сосновця та Лодзі — людей, заслужених для розвитку Сосновця, таких як: брати Оскар і Франц Шен, Генріх Дітель, Конрад Гампер, Куніці та інші — переважно євангелістів або євреїв, які прагнули добрих стосунків з російською владою.
Ділянка була отримана безкоштовно від Варшавсько-Віденської залізниці.
15 серпня 1888 року закладено наріжний камінь, а 28 листопада наступного року храм освячено єпископом Люблінським Флавіаном. Патронами нової церкви були: Віра, Надія та Любов, дочки св. Софії, мучениці з часів Адріана. Богослужіння спочатку проводили священики з сусідніх парафій у Мачках, Олькуші та Ченстохові. Але вже у квітні 1890 року нова церква отримала свого першого пароха — Йоанна Васильовича Левицького (з Кальварії на Підляшші). 16 травня 1890 р. архієпископ Варшавсько-Хелмський Леонцюш підтвердив створення самостійної парафії при костелі святих Віри, Надії, Люб та їхньої матері Зофії, до якої увійшли Бендзінський повіт, штат місцевої прикордонної варти. та митники.
Сьогодні церква належить до парафії святих Віри, Надії, Люби та матері їх Зофії в Сосновці Лодзино-Познанської дієцезії. Парафія (як одна з 2 православних установ у Сілезькому воєводстві) охоплює південну частину воєводства, напр. Катовіцька агломерація, Бельсько-Бяла, Рибнік. Нинішній парох — о. Миколай Дзєввятовський. 16 березня 2014 року храм — вперше в історії — був рукоположений священиком.

## Архітектура
Побудована з цегли та каменю. Церква складається з п'яти частин. У центрі є восьмикутник, який підтримує вежу з одного боку та вівтар з іншого. Центральну частину храму перекриває купол, який видно лише зсередини, оскільки весь увінчаний цибулеподібним куполом. Вхід до церкви являє собою фронтон у формі спини осла, в основі якого лежать дві грушоподібні колони, чітко відділені від стіни, що створює враження «двошаровості». Інтер'єр будівлі, на відміну від екстер'єру, має ознаки оксиденталізації — він світлий, виконаний у стилі класицизму. Дубовий іконостас (розміри 4,7 х 7 м), створений московським художником Лєбєдєвим і заснований братами Шенами, також має ознаки західного впливу — особливо це помітно в стилі ікон. Ченстоховська ікона Божої Матері (розміщена в наборі ліворуч від вівтаря) є подарунком ченстоховських залізничників. З 2017 року в храмі є ікона святих покровителів, написана на Афоні (в якій поміщені мощі святих Віри, Надії, Любові та матері їх Софії, привезені у 1980-х роках). з Риму до храму в Сосновці).
Церква внесена до реєстру пам'яток 10 жовтня 1980 року під номером А-1242/80 (нині А/831/2021).

## Виноски
1. ↑  Wykaz wpisanych obiektów do rejestru zabytków województwa śląskiego w okresie od 1 stycznia 1999 r. do 2 lipca 2021 r. [undefined] Помилка: {{Lang}}: немає тексту (допомога) wkz.katowice.pl [dotęp 2021-07-03]
2. ↑  WikiZaglebie — 2011.
3. ↑  Cerkiew prawosławna p.w. śww. Wiery, Nadziei, Luby i matki ich Zofii w Sosnowcu. WikiZagłębie - енциклопедія Заглембя Домбровського (пол.). Процитовано 9 березня 2023.
4. ↑  Zob informacje o tej rodzinie m.in. na stronie: Pałac Oskara Schöna w Sosnowcu.
5. ↑  Sosnowiec: święcenia kapłańskie ks. Mikołaja Dziewiatowskiego. cerkiew.pl. 19 marca 2014. Архів оригіналу за 24 квітня 2021. Процитовано 9 березня 2023. [Архівовано 2021-04-24 у Wayback Machine.]
6. ↑  Wiadomości Polskiego Autokefalicznego Kościoła Prawosławnego nr 11/2016, Wydawnictwo Warszawskiej Metropolii Prawosławnej, ISSN 2039-4499, s. 16
7. ↑  Ks. Mikołaj Dziewiatowski — Pod opieką męczennic [dostęp: 06.06.2017.]